# Veselîi Rozdol, Bratske
Veselîi Rozdol (în ucraineană Веселий Роздол) este un sat în comuna Șevcenko din raionul Bratske, regiunea Mîkolaiiv, Ucraina.

## Demografie
Componența lingvistică a localității Veselîi Rozdol
     Ucraineană (76,54%)
     Română (17,28%)
     Rusă (6,17%)
Conform recensământului din 2001, majoritatea populației localității Veselîi Rozdol era vorbitoare de ucraineană (76,54%), existând în minoritate și vorbitori de română (17,28%) și rusă (6,17%).